# Nordsjö Gårdsbryggeri
Nordsjö Gårdsbryggeri var ett svenskt mikrobryggeri beläget nordost om Motala som startades av Peter och Marie Rösing. Det var aktivt mellan 1994 och 2001.
Redan innan bryggeritiden fanns traditioner av dryckestillverkning på Nordsjö Gård, mellan 1920 och 1953 tillverkades ett vitt mousserande vinbärsvin, Nordsjö Skum. 
Det första kommersiella ölet bryggdes i september 1994. Huvudsakligen bryggdes Östgöta Stark, ett ljust lageröl. Man experimenterade också fram Östgota Blåbärs, ett blåbärskryddat öl samt Östgöta Örtöl, som förutom humle kryddats med de medeltida ölkryddorna skvattram och älgört.
1998 togs bryggeriverksamheten över av Götarsvik Gårdsbryggeri.